# Rostroconchia
Rostroconchia é uma classe extinta de moluscos que datam do começo do período cambriano até o fim do permiano.
Foram inicialmente incluídos na classe Bivalvia, mas acabaram ganhando sua própria classe. Eles normalmente têm uma concha pseudo-bivalva guardando o manto e o pé. A parte anterior da concha provavelmente tinha um vão por onde o pé emergia.
Os Rostroconchia provavelmente tinham uma vida sedentária. Havia provavelmente mais de 1000 espécies desta classe.
Os rostrocônquios compreendem basicamente duas ordens:
- Ribeirioida (Cambriano - Siluriano?) - com conchas com fenda bem desenvolvida e uma ou duas cristas ântero-dorsais nos dois lados da concha, que se origina no bico.
- Conocardioida (Cambriano - Permiano) - com conchas com a abertura anterior grande e a posterior localizada na extremidade de um rostro estreito e tubular.